# فابیو باسیل

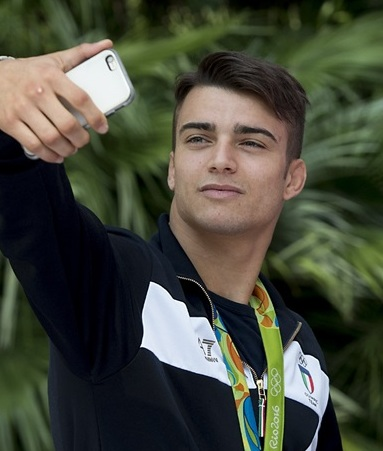
فابیو باسیل در المپیک ریو ۲۰۱۶

فابیو باسیل (ایتالیایی: Fabio Basile؛ زادهٔ ۷ اکتبر ۱۹۹۴) یک جودوکار اهل ایتالیا است. وی در المپیک ریو مدال طلا گرفت.
قهرمان جودو المپیک ریو
- مشارکت‌کنندگان ویکی‌پدیا. «Fabio Basile». در دانشنامهٔ ویکی‌پدیای انگلیسی، بازبینی‌شده در ۱۳ اوت ۲۰۱۶.